# Ipomoea tenuiloba
Ipomoea tenuiloba är en vindeväxtart som beskrevs av John Torrey. Ipomoea tenuiloba ingår i släktet praktvindor, och familjen vindeväxter. Utöver nominatformen finns också underarten I. t. lemmonii.